# Баладзе, Аслан
Аслан Баладзе (груз. ასლან ბალაძე; 5 июня 1960, Кобулети, Грузинская ССР) — советский и грузинский футболист, футбольный тренер.

## Биография

### Клубная карьера
Родился в 1960 году в грузинском городе Кобулети и является воспитанников местной ДЮСШ. На профессиональном уровне дебютировал в составе клуба «Динамо» (Батуми), за который выступал в 1982 и 1983 году во второй лиге СССР. В 1984 году перешёл в тбилисское «Динамо». В свой первый сезон в новой команде сыграл 7 матчей в высшей лиге СССР и пропустил 10 мячей. В 1985 году за основную команду не играл, а в 1986 провёл ещё 5 матчей. В 1986 году Баладзе вернулся в «Динамо» Батуми, в составе которого провёл три полноценных сезона в первой лиге. В 1990 году грузинские клубы вышли из чемпионата СССР, после чего игрок продолжил выступать за «Динамо» (до 1993 года команда называлась «Батуми») в самостоятельном чемпионате Грузии, где играл вплоть до 1996 года. В сезонах 1992/93 и 1994/95 Баладзе забил по одному голу.
В 2000 и с 2002 по 2003 год Баладзе был также главным тренером «Динамо» Батуми. Ныне[когда?] является директором клуба.

### Карьера в сборной
27 мая 1990 года принял участие в товарищеском матче против сборной Литвы (2:2), первом международном матче в истории сборной Грузии. В этой встрече он провёл на поле все 90 минут и пропустил два мяча. Интересно, что Баладзе стал самым возрастным участником этого матча в возрасте 29 лет 11 месяцев и 22 дней. В дальнейшем за сборную не играл.